# Bbox
La Bbox est un appareil électronique fourni par le fournisseur d'accès à Internet Bouygues Telecom à ses abonnés ADSL et FTTH en France. La première version est sortie le 20 octobre 2008.
Les différentes versions actuellement disponibles sont :
- La Bbox, entrée de gamme en deux boîtiers ;
- La Bbox Sensation, dont le boîtier fibre est tout-en-un, mais la version ADSL en deux boîtiers séparés ;
- La Bbox Miami, sortie le 3 avril 2016, uniquement pour la partie décodeur TV, disposant du système d'exploitation Android 4.2[2].
- La Bbox Fit, le nouvel entrée de gamme de chez Bouygues Telecom, accès Internet ADSL/VDSL et téléphonie fixe illimitée, lancée le 23 avril 2018[3]
- La Bbox Must, pour la fibre et l'accès au décodeur TV, téléphonie illimitée fixe et mobile.
- La Bbox Ultym, Internet fibre et/ou ADSL/VDSL, décodeur TV, téléphonie illimitée fixe et mobile, TV enrichie avec décodeur 4K.

## Versions de Bbox
| Nom commercial    | Surnom    | Technologies           | Constructeur | Modèle                                | Chipset              | Sortie          | ID                                 | En service                         |
| ----------------- | --------- | ---------------------- | ------------ | ------------------------------------- | -------------------- | --------------- | ---------------------------------- | ---------------------------------- |
| Bbox, B&You       |           | ADSL 2+                | Thomson      | TG787                                 | Broadcom BCM6358     | 20 octobre 2008 | B11001                             | Remplacement en cours depuis 2019  |
| Bbox              |           | ADSL 2+                | Sagemcom     | F@st3504b                             | Ikanos Vx160-IKF6836 | 28 mai 2010     | B20001                             | Remplacement en cours depuis 2019  |
| Bbox              | DOCSIS    | F@st3784b              | Sagemcom     | Ikanos Vx180-IKF6850 Broadcom BCM3380 | 2 novembre 2010      | B21001          | Retrait total depuis fin juin 2021 |                                    |
| Bbox Sensation    | NG1       | VDSL2, FTTH            | Sagemcom     | F@st3965b                             | Ikanos Vx185-IKF7185 | 18 juin 2012    | B40004                             | Remplacement en cours depuis 2020  |
| Bbox Sensation    |           | DOCSIS                 | Samsung      | SMT-G7440                             | Intel TNETC550       | 5 juillet 2012  | B51001                             | Retrait total depuis fin juin 2021 |
| Bbox Sensation    |           | FTTH                   | Samsung      | SMT-G7441                             | Lantiq ARX188        | 5 juillet 2012  | B30005                             | Retrait total                      |
| Bbox Sensation    | NG2       | VDSL2, FTTH            | Ubee         | TVW620.I                              | Ikanos Vx185-IKF7185 | Fin 2013        | B40005                             |                                    |
| Bbox Sensation    | NG+       | VDSL2, FTTH            | Sagemcom     | F@st5330b                             | Broadcom BCM63168    | Avril 2014      | B12001                             |                                    |
| Bbox Sensation    | NG+R1     | VDSL2, FTTH (Wi-Fi ac) | Sagemcom     | F@st5330b-r1                          | Broadcom BCM63168    | Avril 2018      | B12001                             |                                    |
| Bbox Mini         | Taipei    | ADSL 2+                | Ubee         | TVW621I                               | Broadcom BCM6361     | 19 janvier 2015 | B13001                             | Remplacement en cours depuis 2020  |
| Bbox Wi-Fi 6      | Eole (v1) | FTTH                   | Sagemcom     | F@st5688b                             | Broadcom BCM68580    | 27 janvier 2020 | B16001                             |                                    |
| Bbox Wi-Fi 6E     | Eole v2   | FTTH                   | Sagemcom     | F@st5688b-v2                          | Broadcom BCM68580    | 25 avril 2022   | B16001                             |                                    |
| Bbox Must Wi-Fi 6 | Polymèle  | FTTH                   | Arcadyan     | PRV36AX349B                           | Broadcom BCM68360    | 7 novembre 2022 | B15001                             |                                    |
| Bbox Must Wi-Fi 6 | Polymèle  | FTTH                   | Technicolor  | FGA2234BYT                            | Broadcom BCM68360    | 7 novembre 2022 | B15002                             |                                    |
| Bbox Wi-Fi 7      | Ederson   | FTTH                   | Sagemcom     | F@st5696b                             | Broadcom BCM68572    | 16 janvier 2025 | B17001                             |                                    |

À noter que la Bbox Mini était envoyée essentiellement aux clients double play, qui disposent d'une ligne téléphonique trop longue pour bénéficier de la télévision. L'offre Bbox Sensation n'est plus commercialisée depuis le 1er trimestre 2019, et pour les abonnés sur le réseau Numericable les offres sont migrées vers le FTTH (sous réserve d'éligibilité) sinon ADSL/VDSL au cours du 1er semestre 2021. Plus aucune Bbox n'est présente sur le réseau FTTLA (câble) depuis le 30 juin 2021.
La colonne « Surnom » correspond au nom interne du projet et n'est en aucun cas une appellation officielle. Ce surnom est toutefois largement utilisé car il est plus court que le nom de modèle.
La colonne « ID » correspond à l'identifiant qui se trouve devant la version du firmware de la box. Le premier chiffre correspond au fabricant du chipset.
Le modèle Sagemcom F@st3504 est techniquement proche de la Livebox 2 d'Orange et le modèle Sagemcom F@st3965b est apparenté à la Livebox 3. Le modèle Ubee TVW620.I n'est qu'une seconde source d'approvisionnement pour le Sagemcom F@st3965b, il dispose des mêmes composants.

## Caractéristiques de la Bbox
Logiciellement, la Bbox est basée sur Linux, avec, selon les modèles, un middleware développé par Technicolor, Sagemcom ou Bouygues Telecom. La Bbox F@st3784b (modem DOCSIS) embarque également le système eCos.
Le middleware Bouygues Telecom était initialement dérivé d'un middleware Bewan.
La majorité des Bbox embarquent un middleware Bouygues Telecom, sauf :
- TG787 (premières versions) ;
- F@st3504 (premières versions) ;
- F@st5688b.

La Bbox ADSL d'origine est fabriquée par deux équipementiers : Technicolor (ex-Thomson), sur la base du modèle TG787, rhabillé pour l'occasion, ainsi que Sagemcom, sur la base du modèle F@st3504. Elle dispose de :
- 2 prises téléphoniques ;
- 4 ports Ethernet 10/100 (dont une pour le boîtier TV) ;
- Wi-Fi 802.11 b/g (Wi-Fi 3) pour TG787, 802.11 b/g/n (Wi-Fi 4) pour F@st3504 ;
- Un bouton Wi-Fi pour activer ou désactiver le Wi-Fi ou pour démarrer un appairage WPS ;
- 2 ports USB dont un latéral ;
- Un bouton poussoir de réinitialisation (présent à l'arrière de l'appareil).

La Bbox Fibre d'origine, basée sur la F@st3784 de Sagemcom, a été présentée en octobre 2010, et lancée commercialement le 2 novembre 2010, uniquement sur le réseau FTTLA de Numericable. Elle dispose de :
- 4 ports Ethernet 10/100/1000 ;
- 2 ports USB 2.0 ;
- Wi-Fi 802.11 b/g/n (Wi-Fi 4);
- Un bouton Wi-Fi pour activer ou désactiver le Wi-Fi ;
- 2 prises téléphoniques ;
- Un bouton de réinitialisation (présent à l'arrière de l'appareil).

Cette Bbox Fibre d'origine était potentiellement compatible avec les technologies :
- ADSL2+ en standard ;
- FTTLA EuroDocsis 3.0 en standard ;
- FTTH GPON 2488 Mb/s via un module ONT optionnel à placer dans un emplacement au dos ;
- FTTH P2P via un module SFP à insérer dans la cage SFP intégrée ;
- FTTH Active Ethernet via un module SFP à insérer dans la cage SFP intégrée.

La Bbox ADSL/fibre F@st5330b / F@st5330b-r1 dispose de :
- 4 ports Ethernet 10/100/1000 ;
- 1 port Ethernet 1Gb WAN pour la connexion au boîtier fibre (ONT) ;
- 2 ports USB 2.0 ;
- Wi-Fi 802.11 b/g/n/ac (Wi-Fi 5) ;
- Un bouton Wi-Fi pour activer ou désactiver le Wi-Fi ou pour démarrer un appairage WPS ;
- 2 prises téléphoniques ;
- Un bouton poussoir de réinitialisation (présent à l'arrière de l'appareil).

La Bbox F@st5688b dispose de :
- 4 ports Ethernet 10/100/1000 ;

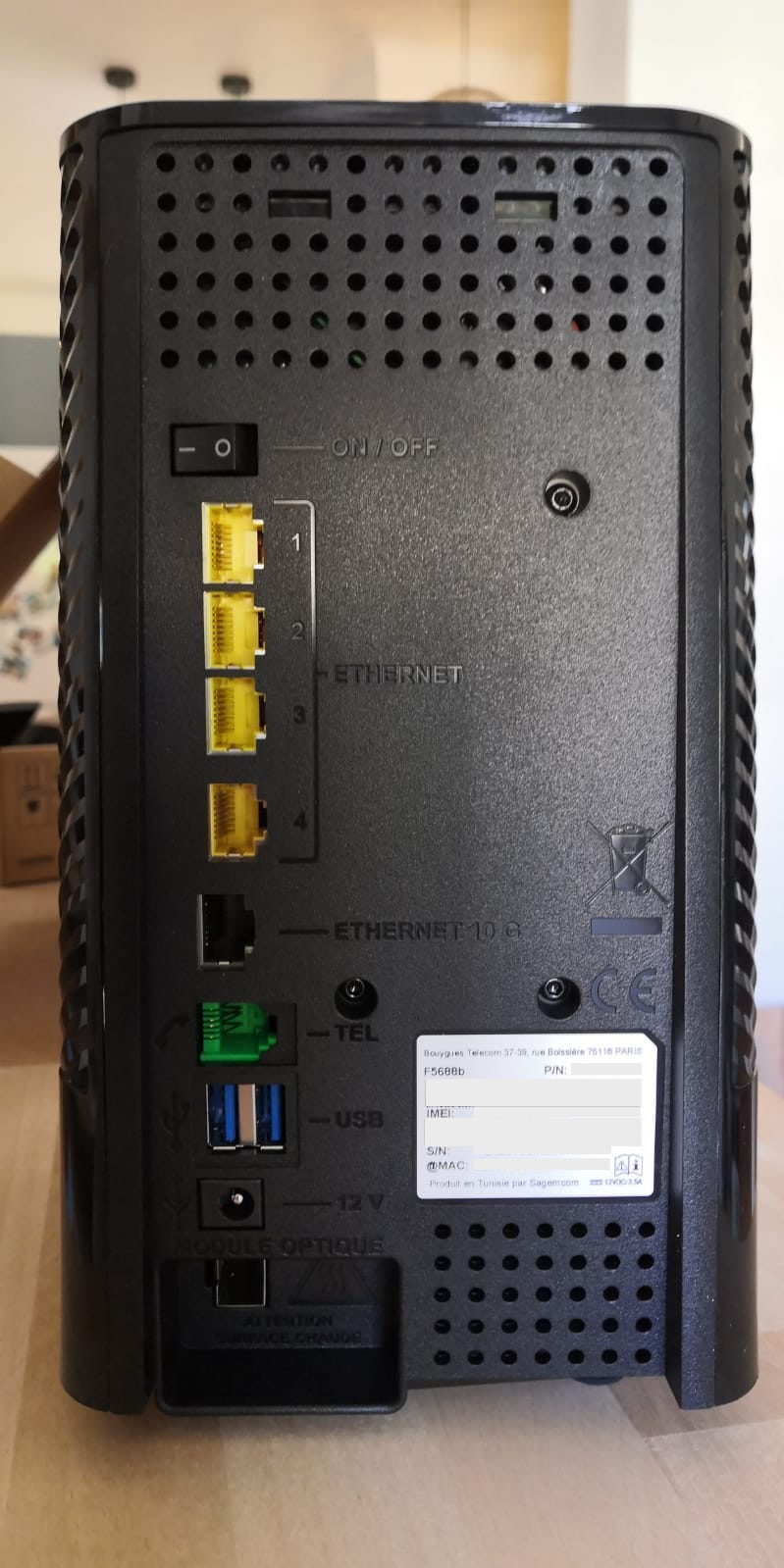
Face arrière Bbox F@st5688b

- 1 port Ethernet 10/100/1000/2500/10000 (LAN ou WAN);
- 2 ports USB 3.0 ;
- Wi-Fi 802.11 b/g/n/ac/ax (Wi-Fi 6 pour Eole v1, Wi-Fi 6E pour Eole v2);
- 1 prise téléphonique ;
- Un bouton poussoir en façade pour activer ou désactiver le Wi-Fi ;
- Un bouton poussoir en façade pour démarrer un appairage WPS ;
- Une molette permettant de naviguer dans les menus grâce à l'écran ;
- Un bouton poussoir de réinitialisation (présent sous l'appareil).

La connexion à Internet de cette Bbox se fait uniquement par fibre optique, en la connectant directement au module SFP inséré dans la cage SFP intégrée. Il est également possible d'utiliser un module ONT externe connecté au port 10Gb.
L'évolution Eole v2 apporte une troisième bande de fréquences 6 GHz par rapport à Eole v1.
Les Bbox PRV36AX349B et FGA2234BYT sont des boxes jumelles conçues en doubles sources. Elles disposent de :
- 4 ports Ethernet 10/100/1000 ;
- 1 port Ethernet 10/100/1000/2500 dédiée au LAN;
- 1 port Ethernet 1000/2500 dédiée au WAN;
- 1 port USB 3.0 ;
- Wi-Fi 802.11 b/g/n/ac/ax (Wi-Fi 6);
- 2 prises téléphoniques ;
- Un bouton poussoir en façade pour activer ou désactiver le Wi-Fi ;
- Un bouton poussoir en façade pour démarrer un appairage WPS ;
- Un bouton poussoir de réinitialisation (présent sous l'appareil).

La connexion à Internet de ces deux Bbox se fait uniquement par fibre optique, en la connectant directement au module SFF intégré. Il est également possible d'utiliser un module ONT externe connecté au port 2.5Gb.
La Bbox F@st5696b dispose de :
- 2 ports Ethernet 10/100/1000 ;
- 1 port Ethernet 10/100/1000/2500/10000 (LAN ou WAN);
- 1 port USB 2.0 ;
- Wi-Fi 802.11 b/g/n/ac/ax/be (Wi-Fi 7) tri-bandes;
- 1 prise téléphonique RJ-14 permettant de gérer deux lignes téléphoniques ;
- Un écran LCD couleur tactile ;
- Un bouton poussoir de réinitialisation (présent sous l'appareil).

La connexion à Internet de cette Bbox se fait uniquement par fibre optique, en la connectant directement au double module SFF intégré (un dédié à la technologie GPON, l'autre à la technologie XGS-PON). En cas d'évolution du réseau, il n'est plus nécessaire de remplacer un module SFP comme sur la Bbox F@st5688b. Il est également possible d'utiliser un module ONT externe connecté au port 10Gb.

## Le répéteur Wi-Fi
Avec l'offre Ultym, un répéteur Wi-Fi est disponible sur demande dans l'espace client, gratuitement (rubrique des options Bbox)
Avant mars 2019, Bouygues Telecom fournissait un répéteur TP-Link. Passé cette date, c'est à présent un répéteur Wi-Fi de marque "Airties" proposé.
Les répéteurs peuvent servir de 3 manières différentes : 
1. Répéteur Wi-Fi ;
2. Client Wi-Fi : (pour relier un périphérique tel qu'un PC fixe non équipé d'une carte Wi-Fi par exemple) ;
3. Point d'accès Wi-Fi (relié en Ethernet, pour créer un autre signal Wi-Fi).

Les modes 1 et 2 peuvent fonctionner en même temps.

Le répéteur Wi-Fi 5 dispose de : 
- Un port Ethernet 10/100/1000 pour relier un périphérique (un pc fixe non équipé d'une carte Wi-Fi par exemple)
- 3 LED d'état : allumage, signal 2.4 GHz et 5 GHz ;
- Il est compatible Wi-Fi b/g/n/ac ;
- Un bouton d'appairage WPS et un bouton de réinitialisation.

Le répéteur diffuse par défaut le même SSID que celui de la Bbox, mais il est possible de modifier cela depuis l'interface d'administration (mot de passe par défaut : admin) (Depuis début 2020, l'accès à cette interface a été bloquée)

Le répéteur Wi-Fi 6 dispose de :
- Deux ports Ethernet 10/100/1000 pour relier un périphérique (un ordinateur fixe non équipé d'une carte Wi-Fi par exemple) ;
- 3 LED d'état : puissance du signal (aide au positionnement dans son environnement), Wi-Fi actif/inactif, allumage ;
- Il est compatible Wi-Fi b/g/n/ac/ax (Wi-Fi 6) ;
- Un bouton d'appairage WPS, d'activation du Wi-Fi et un bouton de réinitialisation.

## La Set-top box
La Set-top box, également conçue par Technicolor, anciennement Thomson, ou Sagemcom, est un boîtier à connecter au téléviseur pour profiter du service TV par ADSL de l'offre internet Bbox.
Voici les caractéristiques de la première version distribuée :
- Disque dur 120 Go (activable pour 5 €/mois sinon bridé à 40 Go) ; (Sauf sur la Bbox Miami)
- Tuner TNT HD ;
- 1 sortie HDMI ;
- 2 sorties audio numériques (une coaxiale, une optique) ;
- 2 sorties Péritel ;
- 1 sortie YUV ;
- 2 ports USB ;
- 1 port Ethernet, permettant de la relier à la Bbox.